# 파라과이 U-17 축구 국가대표팀
파라과이 U-17 축구 국가대표팀(스페인어: selección de fútbol sub-17 de Paraguay)은 해당 연령대의 국제 축구에서 파라과이를 대표하는 축구 국가대표팀이며, 파라과이의 축구 관리 기관인 파라과이 축구 협회의 관리를 받는다.
CONMEBOL U-17 챔피언십에 18번 출전해 1999년에 준우승을 기록했으며, FIFA U-17 월드컵에는 5번 출전해 1999년에는 8강에 진출했다.